# Martinstor
La Martinstor (Norsinger Tor nel Medioevo), nella Kaiser-Joseph-Straße, è la più antica delle due torri di accesso alla cinta muraria della città medievale di Friburgo in Brisgovia, rispetto alla Schwabentor.

## Storia
Gli esami dendrocronologici delle travi in legno le fanno risalire al 1202 e la porta è menzionata per la prima volta in documenti d'epoca come "Porta Sancti Martini" nel 1238. L'area di base è di 10 x 11 metri. Lo spessore delle pareti a sud è di 3,10 metri in basso e 2,70 in alto e le pareti laterali sono un po' più deboli. La Martinstor era stata precedentemente inserita a filo delle mura della città e collegata alla merlatura delle mura. 

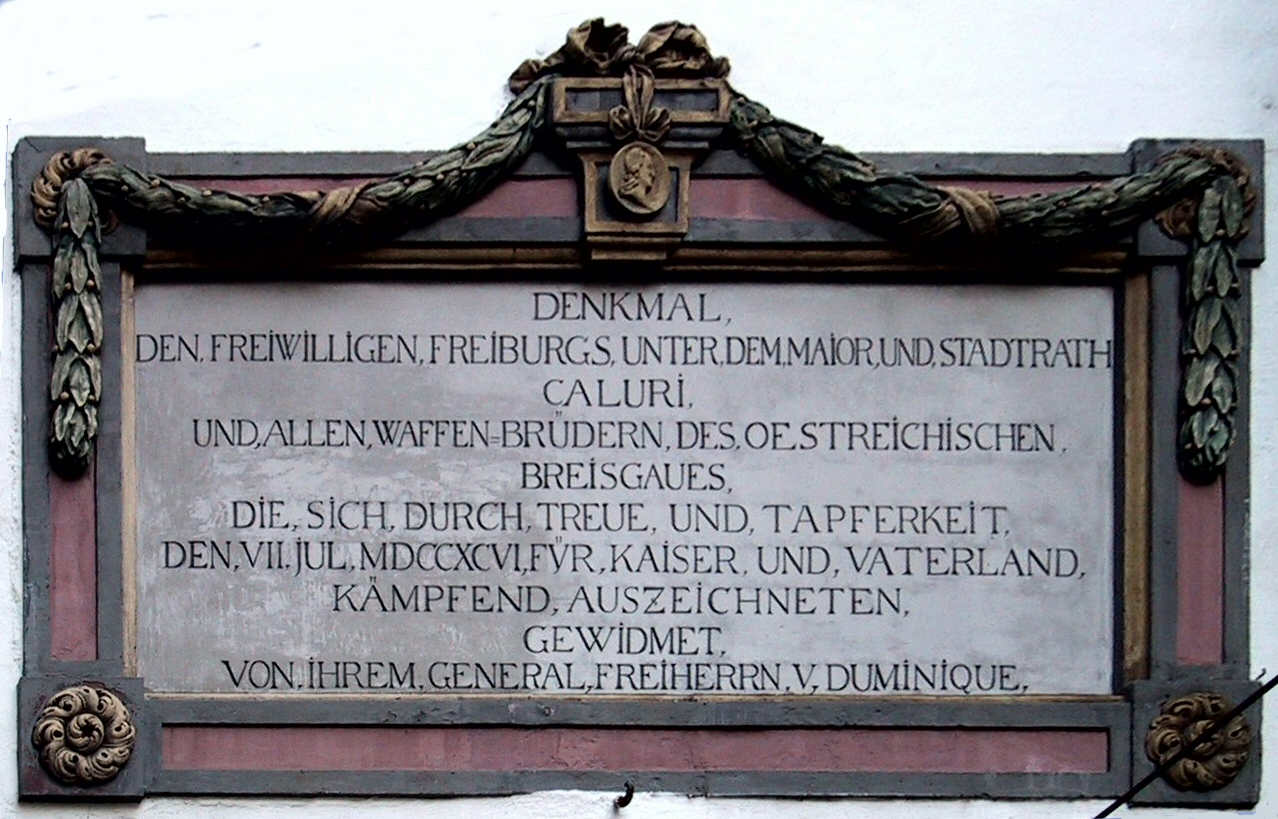
Targa che commemora le lotte dei vigilantes di Friburgo contro le truppe rivoluzionarie francesi nel 1796

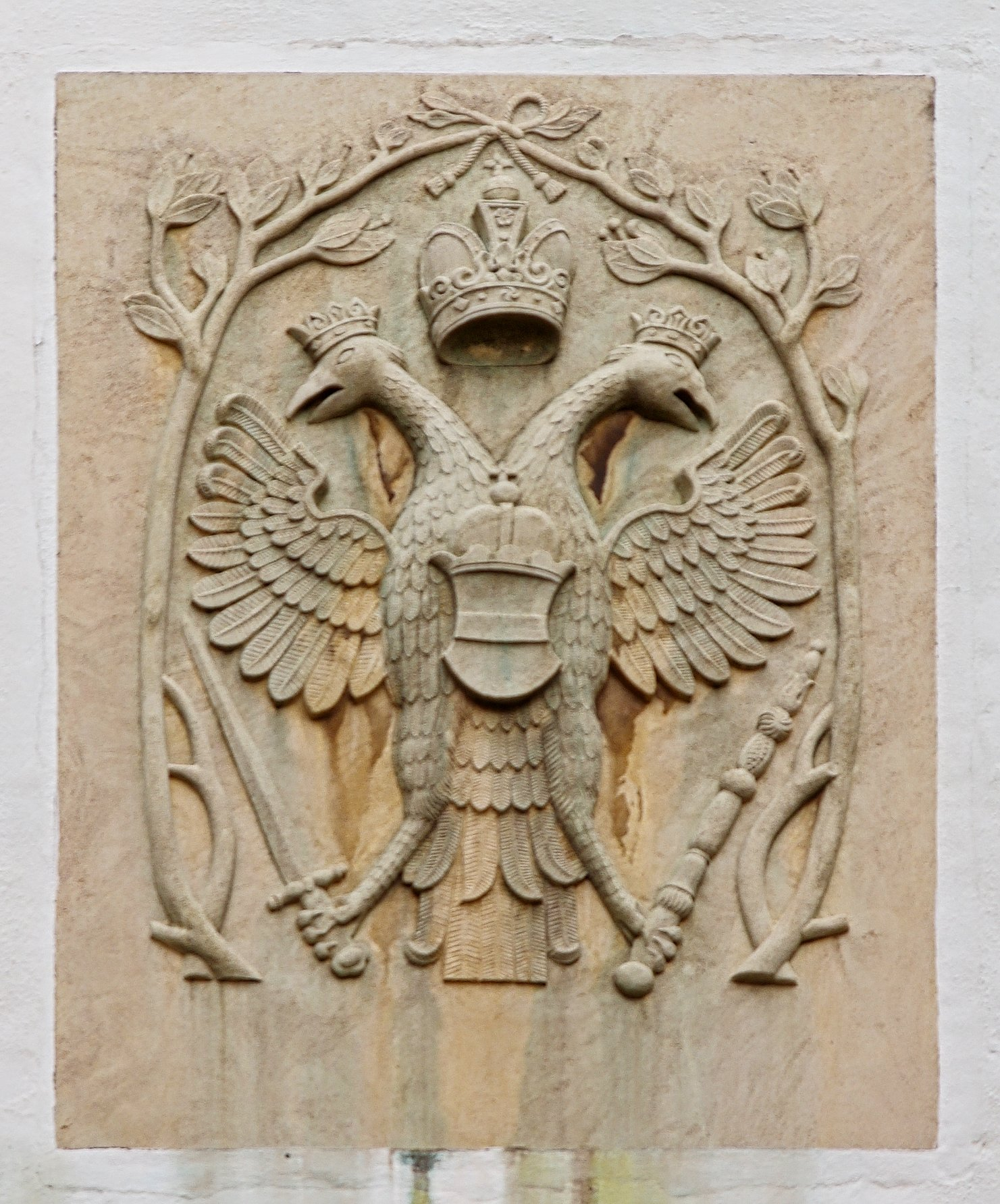
Aquila a due teste

È stata ricostruita più volte nel corso dei secoli e talvolta servì anche da prigione. 
Dal XVII secolo la parte rivolta verso la città è stata decorata con un ritratto di San Martino. Durante questo periodo, perse il collegamento con i sobborghi a causa della costruzione della fortezza e del livellamento dei sobborghi da parte di Sébastien Le Prestre de Vauban.
Il ritratto di Martino fu rinnovato più volte, di recente nel 1851 da Wilhelm Dürr e nel 1968/69 rimosso. Finora, il Consiglio comunale di Friburgo non è stato in grado di optare per una nuova rappresentazione, dato che c'è uno spazio vuoto sopra una targa che commemora le lotte dei vigilantes di Friburgo contro le truppe rivoluzionarie francesi. 
Fino alla fine del XIX secolo la Martinstor rimase sostanzialmente invariata. Mentre parte della cittadinanza richiedeva la demolizione delle due porte rimanenti della città per motivi legati al traffico, il sindaco Otto Winterer fece una campagna per la loro conservazione e riprogettazione. Fu quindi indetta una gara tra architetti tedeschi, nel giugno 1896, per selezionare un progetto per le due porte cittadine. La casa privata sul lato ovest della porta doveva essere mantenuta, ma si sarebbe dovuto aprire un passaggio al piano terra. Sul lato est, la porta precedentemente indipendente poteva essere collegata alla casa vicina. Winterer, Josef Durm, Carl Schäfer, Max Meckel e un membro del consiglio comunale costituirono la commissione giudicante, tuttavia nessuno dei progetti in concorso venne implementato. Nel 1899 fu presa la decisione di costruire la rete tramviaria elettrica a Friburgo, che richiedeva il ripristino delle case private che confinavano con le due torri. Schäfer propose di innalzare la Porta Martin da 22 a 66 metri e la Porta Sveva da 26 a 65 metri, adducendo la motivazione delle presenza di case più alte nella zona. Il progetto combinava componenti esistenti del XIII secolo con strutture tardogotiche del XV secolo. Nell'estate del 1901 la ristrutturazione fu effettuata dall'architetto di Friburgo Eugen Schmidt. Il 28 agosto 1901 si tenne la cerimonia di inaugurazione di entrambe le porte della città con il passaggio del tram. Nell'aprile 1902, Schäfer commissionò la progettazione del percorso pedonale sul lato est della porta, che fu completato nel maggio 1902. Tuttavia, la sovrastruttura progettata con due piani massicci e un terzo, con struttura a graticcio sul lato nord, non venne implementata. La ragione di ciò fu probabilmente il rifiuto da parte del proprietario della casa vicina.
Accanto alla porta, ne venne costruita una seconda più grande. L'esterno della porta era decorato con un'aquila imperiale tedesca dipinta rappresentante Friburgo e il Baden. Questo dipinto fu rimosso nel 1951. Più tardi, una replica di una lastra di arenaria barocca con l'Aquila bicipite del Sacro Romano Impero fu posta sopra l'arco.

## Presente

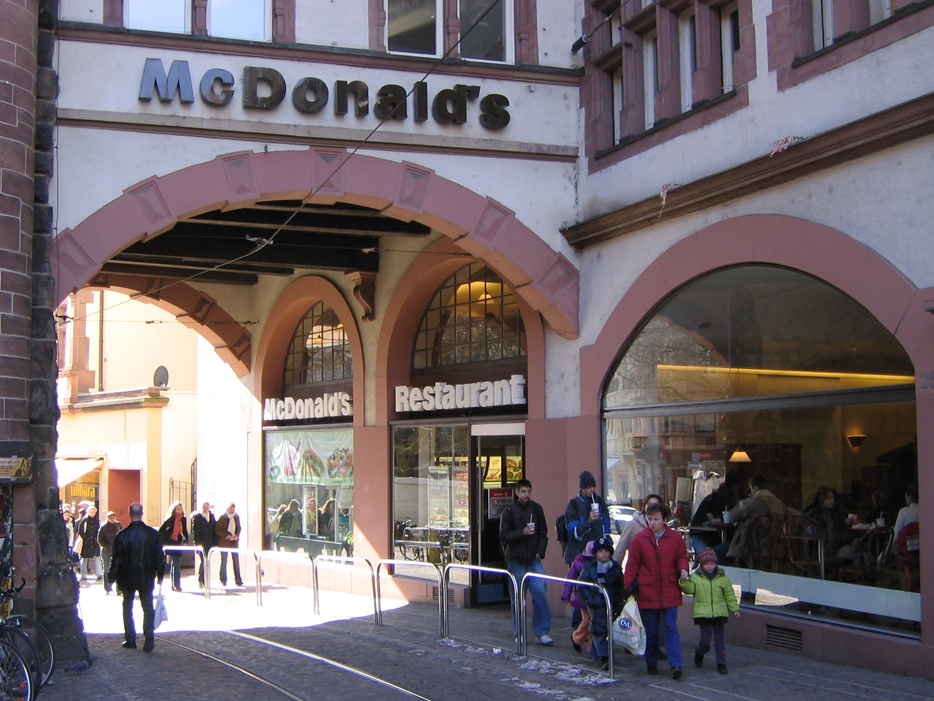
McDonald's a Martinstor

Sul lato interno della città, accanto all'arco, c'è una targa che ricorda il rogo delle streghe a Friburgo. Le tre cittadine di Friburgo Marghareta Mößmer, Catharina Stadelmann e Anna Wolffart, giustiziate nel 1599. 
C'è un ristorante fast food McDonald's sull'edificio adiacente alla porta, aggiunto durante la ristrutturazione nel 1901, con un'insegna sopra l'arco. Il consiglio comunale di Friburgo ha vietato che fosse inserito il logo rosso e giallo della catena di ristoranti. 
La Martinsbräu si trova nella piccola strada laterale vicino alla porta, il Martinsgässle, vicino all'ingresso del mercato coperto di Friburgo.